# Qassiarsuk
Qassiarsuk is een kleine plaats in het zuiden van Groenland, gelegen 40 kilometer ten noordoosten van Narsaq. Aan de overzijde van de fjord ligt Narsarsuaq. Qassiarsuk bestaat sinds 1924 en telde 102 inwoners in 2006, die leven van het houden van schapen en in toenemende mate ook van het toerisme.
Erik de Rode stichtte in 985 op deze plaats de eerste Vikingnederzetting op Groenland, met de naam Brattahlíð.